# Bunhe
Bunhe (tiếng Ukraina: Бунге, tiếng Nga: Бунге) là một thành phố thuộc tỉnh Donetsk, Ukraiana. Thành phố này có diện tích  km² dân số 17.813 người (thời điểm năm).